# Pan American Federation of American Football
A Pan American Federation of American Football (PAFAF) (em português:  Federação Pan-Americana de Futebol Americano) é uma federação de futebol americano que regula o esporte em todo o continente americano, além de ser a representante continental da Federação Internacional de Futebol Americano (IFAF).
A PAFAF é a organização responsável pela qualificação das seleções da América do Norte, América Central, Caribe e América do Sul que participam da Copa do Mundo de Futebol Americano.
A Federação foi fundada numa reunião entre representantes de organizações de futebol americano dos Estados Unidos, Canadá, México, Guatemala, Panamá, Argentina e Uruguai realizada na cidade de Miami em 30 de janeiro de 2007. Seu presidente é Scott Hallenbeck, diretor executivo da USA Football.